# Motacilla
Motacilla – rodzaj ptaków z rodziny pliszkowatych (Motacillidae).

## Zasięg występowania
Rodzaj obejmuje gatunki występujące w Eurazji, Afryce i Ameryce Północnej.

## Morfologia
Długość ciała 16,5–24 cm, masa ciała 14–36 g (samce są z reguły nieco cięższe od samic).

## Systematyka

### Etymologia
- Motacilla: późnośredniowieczne (1555) łac. motacilla – pliszka siwa, od motacilla – pliszka, od gr. μυττηξ muttēx – rodzaj ptaka wymieniony przez Hezychiusza[7].
- Amaurocichla: gr. αμαυρος amauros – ciemny; κιχλη kikhlē – drozd[8].
- Aguimpia: epitet gatunkowy Motacilla aguimp Dumont, 1821[9]; ‘A-‘guimp, nazwa w języku ludu Namaqua oznaczająca brzegowego biegacza dla pliszki srokatej[10]. Gatunek typowy: Motacilla aguimp Dumont, 1821.

### Podział systematyczny
Systematyka w obrębie rodzaju słabo poznana. Do rodzaju należą następujące gatunki:
- Motacilla bocagii (Sharpe, 1892) – kusopliszka
- Motacilla flaviventris Hartlaub, 1860 – pliszka malgaska
- Motacilla clara Sharpe, 1908 – pliszka jasna
- Motacilla capensis Linnaeus, 1766 – pliszka obrożna
- Motacilla flava Linnaeus, 1758 – pliszka żółta
- Motacilla aguimp Temminck, 1820 – pliszka srokata
- Motacilla cinerea Tunstall, 1771 – pliszka górska
- Motacilla citreola Pallas, 1776 – pliszka cytrynowa
- Motacilla tschutschensis J.F. Gmelin, 1789 – pliszka syberyjska – takson wyodrębniony ostatnio z M. flava[17][14][11][18].
- Motacilla madaraspatensis J.F. Gmelin, 1789 – pliszka żałobna
- Motacilla samveasnae Duckworth, Alström, Davidson, Evans, Poole, Setha & Timmins, 2001 – pliszka indochińska
- Motacilla grandis Sharpe, 1885 – pliszka duża
- Motacilla alba Linnaeus, 1758 – pliszka siwa